# Альтенкремпе
Альтенкремпе (нем. Altenkrempe) — община в Германии, в земле Шлезвиг-Гольштейн.
Входит в состав района Восточный Гольштейн. Подчиняется управлению Остольштайн-Митте.  Население составляет 1130 человек (на 31 декабря 2010 года). Занимает площадь 36,64 км².